# Poliposis nasal
La poliposis nasal o pólipos nasales son masas que afectan el interior de la nariz (y los senos paranasales) por el crecimiento de tumores benignos que obstruyen la respiración. Es una forma especial de sinusitis (llamada "sinusitis polipoidea").

## Cuadro clínico
Los síntomas más comunes son:
- Dificultad para respirar por la nariz (respiración bucal, ronquidos)
- Alteración o anulación del olfato (anosmia)
- Voz nasalizada o de congestión nasal permanente
- Mucosidad nasal exagerada

## Diagnóstico
- Tomografía digital: evidencia la ocupación de la nariz y de los senos paranasales.
- Rinofibrolaringoscopía: se pueden observar los pólipos de forma directa con una microcámara de fibra óptica en el consultorio del otorrino.

## Etiología
El motivo que origina la aparición de pólipos en la nariz es desconocido. Puede aparecer a cualquier edad y en ambos sexos. Anteriormente se creía que la alergia era la causa de la aparición de los pólipos. Sin embargo, muchos pacientes con poliposis no tienen ningún tipo de alergia y, contrariamente, la mayoría de los pacientes alérgicos no tienen poliposis nasal.
Un grupo especial de pacientes con poliposis nasal tienen o han tenido broncoespasmos. En otros casos el desencadenante de la aparición de los pólipos es una intolerancia específica a la aspirina.

## Tratamiento
El tratamiento de los pólipos nasales se realiza por dos mecanismos:
- Medicamentos: el más útil es el corticoide, en ocasiones se asocia a antibióticos. Los corticoides se suelen dar en forma inyectable o en comprimidos. También existen corticoides en forma de spray nasal, aunque con menor resultado.

- Cirugía: se debe realizar una intervención videoendoscópica rinosinusal para retirar todos los pólipos y la limpieza y ventilación de los senos paranasales.

Hay distintos grados de poliposis. Los casos leves se pueden tratar con medicación exclusivamente, en los casos más avanzados se aconseja la asociación de medicación y cirugía.

### Intervención quirúrgica
La cirugía se realiza bajo anestesia general de forma ambulatoria en un quirófano. El tiempo operatorio generalmente lleva 2 horas. El alta se suele dar  a las 4 horas tras la operación. Los días siguientes a la operación se aconseja guardar reposo en la casa y no trabajar durante 10 días. No hay generalmente dolores postoperatorios, pero los pacientes manifiestan sensación de congestión nasal durante unos días. (ver indicaciones postoperatorias)

#### Riesgos de la operación
La cirugía realizada por un especialista otorrinolaringólogo preparado presenta los riesgos propios de cualquier cirugía bajo anestesia general. Es normal cierto sangrado nasal los primeros días postoperatorios y habitualmente no reviste mayor importancia que la molestia. La tecnología de imagen que se utiliza para esta intervención es de fibra óptica y cámara de endoscopia. 
La extracción de pólipos en el consultorio médico ha dejado de realizarse hace algunos años debido a que no logra controlar la extracción de la raíz de los pólipos, la reaparición del problema es inminente, genera sinequias dentro de la nariz y puede traer complicaciones hemorrágicas. La cirugía bajo anestesia general previene todos estos problemas y genera un contexto más seguro, controlado y eficaz.
Por lo general, tras el tratamiento los pólipos no aparecen en un plazo de unos 5 a 10 años. En los casos más complejos la reaparición puede ser más temprana. Hay pacientes que pueden requerir más de una intervención. En otros casos, tras el tratamiento el paciente no vuelve a presentar la patología. Los pólipos extraídos durante la cirugía se suelen estudiar con biopsia para determinar la presencia de células potencialmente malignas.
La recuperación del olfato después del tratamiento de la poliposis nasal es muy variable. Generalmente después de la primera cirugía el olfato mejora de forma sustancial. En los pacientes que requieren varias intervenciones quirúrgicas, el olfato puede no recuperarse completamente.